# 我是你的歌手
《我是你的歌手》（I AM YOUR SINGER），是日本樂團南方之星的第53張單曲。2008年8月6日發行。是南方之星自2009年起無限期停止活動之前最後的單曲作品，2008年度日本單曲銷量第3位。

## 簡介
2008年是南方之星出道30週年，但是隨著桑田佳祐的個人solo活動的展開，從年初開始樂團解散說即流傳開來。但是桑田多次否認，甚至聲言南方之星「絕對不會解散」。5月，南方之星宣布從2009年起無限期停止樂團的活動，讓成員可以休息充電；並且在8月發行休團前的最後一張單曲作品《I AM YOUR SINGER》。
作為南方之星30週年的紀念性單曲，正如歌名「I AM YOUR SINGER」那樣，「YOUR」代表了30年來關心和支持著樂團的歌迷，歌曲充滿著樂團對歌迷的無限感激和熱愛，深情、溫柔而又飽含力量地唱出這種幸福。在PV中，樂團五人扮演在宇宙飛船的五名宇航員，在太空中嬉戲、歌唱。
主打歌《我是你的歌手》是日本行動電話品牌au的服務「LISTEN MOBILE SERVICE」的廣告歌；副歌《OH!! SUMMER QUEEN ～夏季女王～》是由廣末涼子出演的資生堂夏季廣告歌；另一首副歌《素描本》則是由原由子主唱。
單曲發售首週即大賣35.7萬張，獲得Oricon單曲週榜冠軍，是南方之星自《想在淚海被妳擁抱 ～SEA OF LOVE～》5年以來首次初動銷量超過30萬張。年度總銷量達52萬張，是2008年度日本單曲銷量第3位，僅次於嵐的《truth/前往風的彼方》和《One Love》。
《我是你的歌手》獲得第23回日本金唱片大賞的年度單曲賞。

## 收錄曲目
1. 我是你的歌手（I AM YOUR SINGER）
作詞、作曲：桑田佳祐；編曲：南方之星
au「LISTEN MOBILE SERVICE」的廣告歌
2. OH!! SUMMER QUEEN ～夏季女王～（OH!! SUMMER QUEEN 〜夏の女王様〜）
作詞、作曲：桑田佳祐；編曲：南方之星
資生堂「Summer Campaign」的廣告歌
3. 素描本（すけっちぶっく）
作詞、作曲：原由子；編曲：南方之星 & 齋藤誠；管編曲：山本拓夫 & 齋藤誠

## 外部連結
- （日語）唱片介紹（南方之星官網） （页面存档备份，存于）
- （日語）I AM YOUR SINGER （页面存档备份，存于）
- （繁體中文）唱片介紹（五大唱片） （页面存档备份，存于）